# Canton de Valentigney
Le canton de Valentigney est une division administrative française, située dans le département du Doubs et la région Bourgogne-Franche-Comté.
À la suite du redécoupage cantonal de 2014, les limites territoriales du canton sont remaniées. Le nombre de communes du canton passe de 3 à 15.

## Histoire
Le canton de Valentigney a été créé en 1982.
Un nouveau découpage territorial du Doubs (département) entre en vigueur à l'occasion des élections départementales de mars 2015, défini par le décret du 25 février 2014, en application des lois du 17 mai 2013 (loi organique 2013-402 et loi 2013-403). Les conseillers départementaux sont, à compter de ces élections, élus au scrutin majoritaire binominal mixte. Les électeurs de chaque canton élisent au Conseil départemental, nouvelle appellation du Conseil général, deux membres de sexe différent, qui se présentent en binôme de candidats. Les conseillers départementaux sont élus pour 6 ans au scrutin binominal majoritaire à deux tours, l'accès au second tour nécessitant 12,5 % des inscrits au 1er tour. En outre la totalité des conseillers départementaux est renouvelée. Ce nouveau mode de scrutin nécessite un redécoupage des cantons dont le nombre est divisé par deux avec arrondi à l'unité impaire supérieure si ce nombre n'est pas entier impair, assorti de conditions de seuils minimaux. Dans le Doubs, le nombre de cantons passe ainsi de 35 à 19. Le nombre de communes du canton de Valentigney passe de 3 à 15.
Le nouveau canton de Valentigney est formé de communes des anciens cantons de Pont-de-Roide (11 communes), de Audeux (1 commune) et de Valentigney (3 communes). Avec ce redécoupage administratif, le territoire du canton s'affranchit des limites d'arrondissements, avec 14 communes incluses dans l'arrondissement de Montbéliard et 1 dans l'arrondissement de Besançon. Le bureau centralisateur est situé à Valentigney.
Le 6 décembre 2014, la commune de Pont-de-Roide est renommée Pont-de-Roide-Vermondans

## Représentation

### Représentation avant 2015
| Période | Période | Identité                       | Étiquette   | Qualité |
| ------- | ------- | ------------------------------ | ----------- | --- |
| 1982    | 1994    | Georges Massacrier (1937-2022) | PS puis MDC | Maire de Valentigney (1989-2001) Suppléant de la députée Huguette Bouchardeau (1988-1993)                      |
| 1994    | 2001    | Joseph Tyrode                  | PS          | Technicien Suppléant du député Pierre Moscovici (1997-2002) - Député (1997-2002) Maire de Mandeure (1987-2014) |
| 2001    | 2015    | Martine Voidey                 | PS          | Professeure des écoles Maire de Voujeaucourt                                                                   |

### Représentation après 2015
| Période élective | Période élective | Mandat | Mandat   | Identité         | Nuance | Nuance | Qualité |
| ---------------- | ---------------- | ------ | -------- | ---------------- | ------ | ------ | --- |
| 2015             | 2021             | 2015   | 2021     | Frédéric Barbier |        | LREM   | Cadre à ERDF-GDF, Pont-de-Roide-Vermondans Député (2015-2022) Ancien conseiller général du Canton de Pont-de-Roide                                                               |
| 2015             | 2021             | 2015   | 2021     | Martine Voidey   |        | DVG    | Retraitée de l'Education nationale Vice présidente à Pays de Montbéliard Agglomération Maire de Voujeaucourt, suppléante de Frédéric Barbier à l'Assemblée nationale (2017-2022) |
| 2021             | 2028             | 2021   | en cours | Frédéric Barbier |        | LREM   | Conseiller sortant |
| 2021             | 2028             | 2021   | en cours | Martine Voidey   |        | DVG    | Conseillère sortante |

### Résultats détaillés

#### Élections de mars 2015
À l'issue du 1er tour des élections départementales de 2015, deux binômes sont en ballottage : Frédéric Barbier et Martine Voidey (PS, 37,91 %) et Jean-Pascal Eme et Patricia Mougin (FN, 37,84 %). Le taux de participation est de 50,7 % (10 402 votants sur 20 516 inscrits) contre 52,68 % au niveau départemental et 50,17 % au niveau national.
Au second tour, Frédéric Barbier et Martine Voidey (PS) sont élus avec 54,18 % des suffrages exprimés et un taux de participation de 53,5 % (5 449 voix pour 10 976 votants et 20 516 inscrits).
Frédéric Barbier et Martine Voidey (sa suppléante à l'Assemblée nationale) sont membres de LREM.

#### Élections de juin 2021
Le premier tour des élections départementales de 2021 est marqué par un très faible taux de participation (33,26 % au niveau national). Dans le canton de Valentigney, ce taux de participation est de 29 % (5 809 votants sur 20 028 inscrits) contre 34,1 % au niveau départemental. À l'issue de ce premier tour, deux binômes sont en ballottage : Frédéric Barbier et Martine Voidey (Union au centre et à gauche, 36,1 %) et Jean-Pascal Eme et Pauline Merat (RN, 31,8 %).
Le second tour des élections est marqué une nouvelle fois par une abstention massive équivalente au premier tour. Les taux de participation sont de 34,3 % au niveau national, 35,83 % dans le département et 30,96 % dans le canton de Valentigney. Frédéric Barbier et Martine Voidey (Union au centre et à gauche) sont élus avec 60,52 % des suffrages exprimés (3 493 voix pour 6 203 votants et 20 036 inscrits),,. 

## Composition

### Composition avant 2015
Ce canton était composé de trois communes.
| Nom                     | Code Insee | Codepostal | Superficie (km2) | Population (dernière pop. légale) | Densité (hab./km2) |
| ----------------------- | ---------- | ---------- | ---------------- | --------------------------------- | ------------------ |
| Valentigney (chef-lieu) | 25580      | 25700      | 9,74             | 10 513 (2012)                     | 1 079              |
| Mandeure                | 25367      | 25350      | 15,13            | 4 878 (2012)                      | 322                |
| Voujeaucourt            | 25632      | 25420      | 9,45             | 3 418 (2012)                      | 362                |

### Composition à partir de 2015
Le nouveau canton de Valentigney regroupe quinze communes entières.
| Nom                                 | Code Insee | Intercommunalité                     | Superficie (km2) | Population (dernière pop. légale) | Densité (hab./km2) | Modifier                                    |
| ----------------------------------- | ---------- | ------------------------------------ | ---------------- | --------------------------------- | ------------------ | ------------------------------------------- |
| Valentigney (bureau centralisateur) | 25580      | CA Pays de Montbéliard Agglomération | 9,74             | 10 624 (2022)                     | 1 091              | modifier les données · modifier les données |
| Bourguignon                         | 25082      | CA Pays de Montbéliard Agglomération | 5,56             | 880 (2022)                        | 158                | modifier les données · modifier les données |
| Dambelin                            | 25187      | CA Pays de Montbéliard Agglomération | 12,43            | 506 (2022)                        | 41                 | modifier les données · modifier les données |
| Écot                                | 25214      | CA Pays de Montbéliard Agglomération | 11,02            | 497 (2022)                        | 45                 | modifier les données · modifier les données |
| Feule                               | 25239      | CA Pays de Montbéliard Agglomération | 3,76             | 189 (2022)                        | 50                 | modifier les données · modifier les données |
| Goux-lès-Dambelin                   | 25281      | CA Pays de Montbéliard Agglomération | 8,90             | 272 (2022)                        | 31                 | modifier les données · modifier les données |
| Mandeure                            | 25367      | CA Pays de Montbéliard Agglomération | 15,13            | 4 672 (2022)                      | 309                | modifier les données · modifier les données |
| Mathay                              | 25370      | CA Pays de Montbéliard Agglomération | 14,85            | 2 131 (2022)                      | 144                | modifier les données · modifier les données |
| Neuchâtel-Urtière                   | 25422      | CA Pays de Montbéliard Agglomération | 6,21             | 166 (2022)                        | 27                 | modifier les données · modifier les données |
| Noirefontaine                       | 25426      | CA Pays de Montbéliard Agglomération | 3,35             | 325 (2022)                        | 97                 | modifier les données · modifier les données |
| Pont-de-Roide-Vermondans            | 25463      | CA Pays de Montbéliard Agglomération | 13,58            | 3 971 (2022)                      | 292                | modifier les données · modifier les données |
| Rémondans-Vaivre                    | 25485      | CA Pays de Montbéliard Agglomération | 9,19             | 206 (2022)                        | 22                 | modifier les données · modifier les données |
| Solemont                            | 25548      | CA Pays de Montbéliard Agglomération | 8,09             | 133 (2022)                        | 16                 | modifier les données · modifier les données |
| Villars-sous-Dampjoux               | 25617      | CA Pays de Montbéliard Agglomération | 3,06             | 352 (2022)                        | 115                | modifier les données · modifier les données |
| Voujeaucourt                        | 25632      | CA Pays de Montbéliard Agglomération | 9,45             | 3 152 (2022)                      | 334                | modifier les données · modifier les données |
| Canton de Valentigney               | 2519       |                                      | 134,32           | 28 076 (2022)                     | 209                | modifier les données                        |

## Démographie

### Démographie avant 2015
| 1982   | 1990   | 1999   | 2006   | 2011   | 2012   |
| ------ | ------ | ------ | ------ | ------ | ------ |
| 23 242 | 21 711 | 20 823 | 19 936 | 19 475 | 18 809 |

### Démographie depuis 2015
En 2022, le canton comptait 28 076 habitants, en évolution de −1,64 % par rapport à 2016 (Doubs : +1,88 %, France hors Mayotte : +2,11 %).
| 2013   | 2018   | 2022   |
| ------ | ------ | ------ |
| 28 649 | 28 829 | 28 076 |